# Exocoetus obtusirostris
Exocoetus obtusirostris är en fiskart som beskrevs av Günther, 1866. Exocoetus obtusirostris ingår i släktet Exocoetus och familjen Exocoetidae. Inga underarter finns listade i Catalogue of Life.